# 合水戰役
合水战役是中國共产党领导的西北野战兵团与主要由骑兵组成的马家军之间的战役。战役地点位於中華民國西北部的甘肃省东部合水县，最終馬家軍獲勝，是第二次国共内战時期为数不多的國民革命軍取得胜利的戰役之一。